# پتنه‌هازا
پِتنه‌هازا (به مجاری:  Petneháza) یک منطقهٔ مسکونی در مجارستان است که در سابولچ-ساتمار-برگ واقع شده‌است. پتنه‌هازا ۲۴٫۲ کیلومتر مربع مساحت و ۱٬۷۳۲ نفر جمعیت دارد.